# Ритміка (література)
Ри́тміка (грец. rhythmikos — мірний, рівномірний) — вчення про ритм.
Цей термін у віршознавстві вживається у двох значеннях: лад ритму певного віршового твору чи сукупності творів; розділ віршознавства, спрямований на вивчення ритміки у різних системах версифікацій (розміри, рими, строфи тощо). Дослідження ритміки розпочалися ще задовго до н.е., породивши чимало наукових напрямів, відмінних філософськими та методологічними позиціями.
Її внутрішню природу пов'язують з музикою або зі стопою (теорія стоп), або з інтонацією чи фіксуванням масового повторення однорідних елементів (статистичний метод) і т.п., однак поки ще не існує інтегрованої системи ритміки (ритмології).
В завдання ритміки входить вивчення змістовності ритму, тобто визначення його значення як одного із суттєвих засобів виразності історично-конкретної художньо-літературної мови в зв'язку з усіма іншими її елементами.